# Ischnura hastata
Ischnura hastata là một loài chuồn chuồn kim trong họ Coenagrionidae.
Ischnura hastata is in 1839 voor het eerst wetenschappelijk beschreven bởi Say.

## Hình ảnh

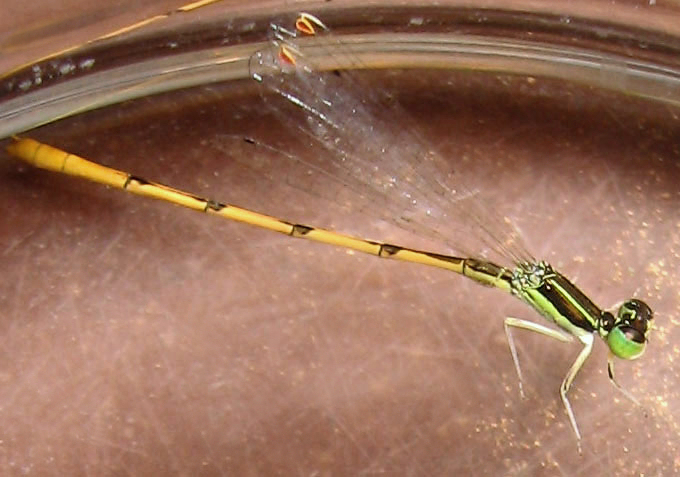
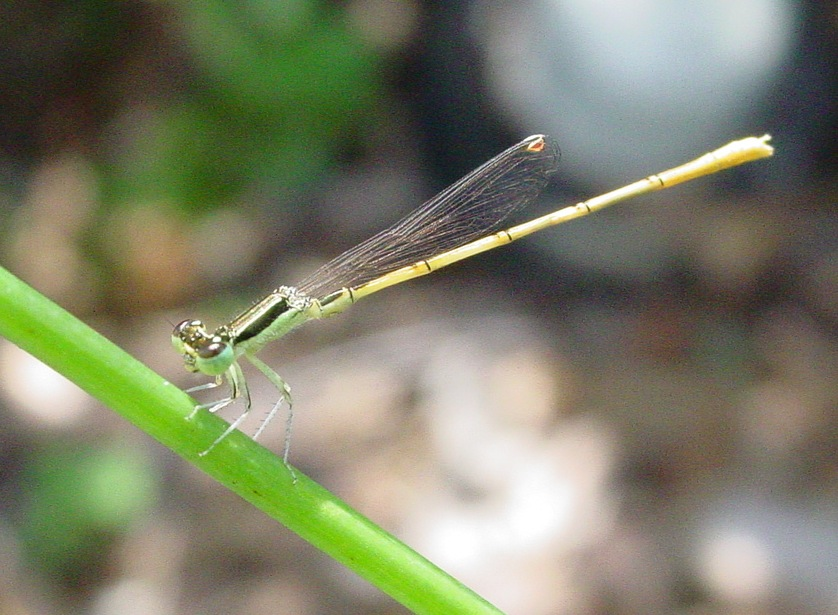